# محوطه کارگاه سنگ‌شکن
محوطه کارگاه سنگ‌شکن مربوط به دوره اشکانیان است و در شهرستان گیلانغرب، بخش مرکزی، دهستان چله، ۱ کیلومتری جنوب شرقی روستای چشمه مورینه واقع شده و این اثر در تاریخ ۲۶ اسفند ۱۳۸۷ با شمارهٔ ثبت ۲۵۳۹۶ به‌عنوان یکی از آثار ملی ایران به ثبت رسیده است.